# Matti Kurjensaari

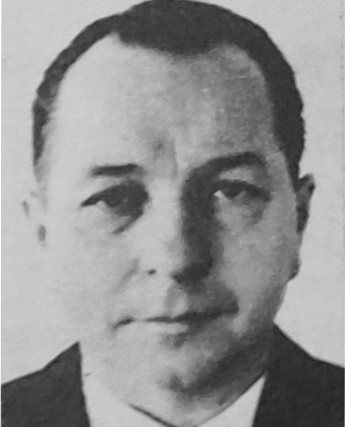
Matti Kurjensaari, år 1961.

Kaarlo Matti Kurjensaari (till 1939 Salonen), född 4 maj 1907 i Tavastehus, död 10 mars 1988 i Helsingfors, var en finländsk kulturkritiker och författare.
Kurjensaari blev filosofie kandidat 1932. Han var 1932–1935 förlagstjänsteman vid K.J. Gummerus Oy och grundare samt 1935–1938 redaktör för den kulturradikala tidskriften Nykypäivä. Han var vidare bland annat chefredaktör för den socialdemokratiska oppositionens huvudorgan Päivän Sanomat 1958–1959.
Kurjensaari fann under tiden mellan de båda världskrigen en andlig hemvist inom den radikala och liberala intelligentsian och dokumenterade tidens kulturella och politiska skeenden i en rad essäsamlingar, reseböcker m.m. Han debuterade 1937 med utvecklingsromanen Tie Helsinkiin och publicerade därefter bland annat Taistelu huomispäivästä (1948), en uppgörelse med 1920- och 30-talens Finland, ett antal dagboksbaserade skildringar av Finlands historia under eran Kekkonen, och några volymer personporträtt av samtida finländare från politikens och kulturens fält. Kurjensaaris levnadsteckning över vännen Olavi Paavolainen utkom 1975.
Kurjensaari erhöll professors titel 1972. 